# Зельбах-бай-Хамм
Зельбах-бай-Хамм (нем. Seelbach bei Hamm) — община в Германии, в земле Рейнланд-Пфальц.
Входит в состав района Альтенкирхен-Вестервальд. Подчиняется управлению Хамм (Зиг). Население составляет 188 человек (на 31 декабря 2010 года). Занимает площадь 3,4 км².
Коммуна подразделяется на 3 сельских округа.